# پل میمند نقده
پل ممیند نقده مربوط به دوره قاجار است و در ۷ کیلومتری شمال شرقی سه راهی نقده، در نزدیکی روستای ممیند واقع شده و این اثر در تاریخ ۲۹ تیر ۱۳۷۷ با شمارهٔ ثبت ۲۰۶۴ به‌عنوان یکی از آثار ملی ایران به ثبت رسیده است.